# Clubiona baimaensis
Espèce
Clubiona baimaensis est une espèce d'araignées aranéomorphes de la famille des Clubionidae.

## Distribution
Cette espèce est endémique de Chongqing en Chine,. Elle se rencontre dans le xian de Wulong.

## Étymologie
Son nom d'espèce, composé de baima et du suffixe latin -ensis, « qui vit dans, qui habite », lui a été donné en référence au lieu de sa découverte, le mont Baima.

## Publication originale
- Song, Zhu, Gao & Guan, 1991 : Six species of clubionid spiders (Araneae: Clubionidae) from China. Journal of Xinjiang University, vol. 8, p. 66-72.